# 덕평로 (당진시)
덕평로(Deokpyeong-ro)는 충청남도 당진시 합덕읍 옥금리 구양교 에서 당진시 신평면 거산리 거산2교차로를 이어주는 도로이다.

## 주요 경유지
충청남도
- 당진시 (합덕읍 ㆍ 우강면 ㆍ 순성면 ㆍ 신평면)

## 노선
| 이름          | 접속 노선                                    | 소재지        | 소재지        | 비고          |
| 추사로와 직결 | 추사로와 직결                                | 추사로와 직결 | 추사로와 직결 | 추사로와 직결 |
| ------------- | -------------------------------------------- | ------------- | ------------- | ------------- |
| 구양교        |                                              | 예산군        | 신암면        |               |
| 구양교        |                                              | 당진시        | 합덕읍        |               |
| 서야삼거리    | 상덕로 평야5로                               | 당진시        | 합덕읍        |               |
| 합덕삼거리    | 남부로                                       | 당진시        | 합덕읍        |               |
| 합덕네거리    | 지방도 제622호선 (면천로)                    | 당진시        | 합덕읍        |               |
| 합덕삼거리    |                                              | 당진시        | 합덕읍        |               |
| 송산 교차로   | 국가지원지방도 제70호선 (합덕 ~ 우강간 도로) | 당진시        | 우강면        |               |
| 박원로삼거리  | 박원로                                       | 당진시        | 우강면        |               |
| 세류 교차로   | 본리로 신송로                                | 당진시        | 우강면        |               |
| 북창교        |                                              | 당진시        | 순성면        |               |
| 북창교        |                                              | 당진시        | 순성면        |               |
| 북창교        | 신평면                                       | 당진시        |               |               |
| 오봉제삼거리  | 순성로                                       | 당진시        |               |               |
| 오봉교        |                                              | 당진시        |               |               |
| (삼거리)      | 거산3거리길                                  | 당진시        |               |               |
| 서정 교차로   | 중말길                                       | 당진시        |               |               |
| 거산2 교차로  | 국도 제32호선 (서해로)                       | 당진시        |               |               |

## 주요 건물 및 시설
- 도미노피자 용인허브센터 (덕평로 140/가창리 435-12)
- CU 백암가창점 (덕평로 168/가창리 380-2)
- S-OIL 동양주유소 (덕평로 177/가창리 385)
- GS칼텍스 상영주유소 (덕평로 225/매곡리 984-2)
- 세븐일레븐 이천매곡점 (덕평로 371/매곡리 848)

## 같이 보기
- 덕평로